# 田中雅美 (建築家)
田中 雅美（たなか まさみ、男性、1954年 - ）は、日本の建築家、住環境デザイナー。
東京都生まれ。1979年、日本大学大学院理工学研究科修士課程修了。1979年から1981年まで、土岐新建築総合計画事務所勤務。1981年から1986年まで、フィンランドのカルロ・レッパネン建築事務所勤務。1989年、建築設計事務所シサピハ建築事務所を設立。1998年、田中雅美建築設計事務所に改称。1993年から 日本大学理工学部、前橋工科大学、東京工芸大学非常勤講師。一般社団法人日本フィンランド協会監事。
訳書に「白い机 アルヴァ・アアルト-若い時」（1988年）「白い机 アルヴァ・アアルト―モダン・タイムス」（1992年）「白い机－ アルヴァ・アアルト円熟期」（1998年、いずれも鹿島出版会より、日本翻訳出版文化賞受賞）
おもな作品に、富士聖地環境型大規模トイレ、アドレー渋谷本町アネックス、太田市立休泊小学校改修、上祖師谷の家など。